# Paula Bonet Herrero
Paula Bonet Herrero (Vila-real, Plana Baixa, 1980) és una escriptora, il·lustradora i pintora valenciana establerta a Barcelona.

## Biografia
Llicenciada en belles arts a la Universitat Politècnica de València (1998-2003), també va estudiar a la Universitat Catòlica de Santiago de Xile i a la Universitat de Nova York, on va perfeccionar la tècnica de pintura a l'oli i els gravats. Durant la dècada dels 2000, Bonet va ser professora de literatura d'institut, tenia un taller al Barri del Carme on donava classes de pintura i treballà a l'estudi de MacDiego.
Inicialment, utilitzava les tècniques de l'oli i el gravat, dedicant-se a la il·lustració des de l'any 2009.
Establerta a València des de finals de la dècada dels 2000, la seua popularitat esclataria el 2013, quan va realitzar una il·lustració per a un festival de cinema a València. S'editaren 3.000 cartells, molts dels quals acabaren arrancats per gent que volia emportar-se'l a casa. Aquell mateix any publica Qué hacer cuando en la pantalla aparece The End, primer d'una sèrie de projectes editorials on combinaria il·lustració amb narrativa escrita, i que va ser un èxit de vendes. Durant esta etapa utilitza la llapissera, complementada per l'ús de pintura acrílica i aquarel·la, alhora que destacava per un dibuix molt treballat de línia. Amb la publicació de 813, llibre dedicat a la vida i l'obra del cineasta François Truffaut, s'allunya d'alguns dels trets gràfics de l'obra anterior. Del llibre es va fer una exposició itinerant, inaugurada a Las Naves de València i comissariada per MacDiego. En aquell moment es refugia a Xile i comença a evolucionar cap a una pintura més lenta i pausada, mentre que la seua narrativa s'impregna d'una major consciència feminista.
En 2016 publica La sed, que va suposar un canvi en l'obra plàstica de Bonet, qui comença a treballar amb grafit líquid. El canvi gràfic va suposar un retorn als seus orígens com a pintora, amb una paleta més fosca i una represa de la tècnica de l'oli, així com l'ús de l'aiguafort. La utilització de grafit aquarelable li permet un resultat semblant al de l'algrafia. Posteriorment va il·lustrar una adaptació del Tirant lo Blanc, amb textos de Josep Vicent Miralles, per a Llibres de la Drassana. Per a l'adaptació, on es fa una lectura sensual de l'obra de Martorell, es deslliga de l'estil intimista i fosc de La sed, si bé s'aprecien influències com els dibuixos de corbs, amb predomini de tonalitats fosques. Així mateix, també recupera el preciosisme d'alguns dels seus treballs primigenis.
L'abril de 2018 realitza el cartell de la Fira del Llibre de Madrid i publica el llibre Por el Olvido, amb text de Bonet basat en els diaris d'Aitor Saraiba i on s'homenatja a Roberto Bolaño. El setembre del mateix any publica Roedores, un llibre que tracta sobre l'experiència d'haver patit dos avortaments consecutius.
Bonet té una destacada presència a diverses xarxes socials, i ha exposat a diferents ciutats i continents. El juny de 2018 va ser insultada repetidament després de denunciar a twitter la posada en llibertat dels membres de La Manada.
El 2021 va publicar la seva primera novel·la, L'anguila, un llibre que parla del cos de la dona com a camp de batalla d'una guerra que no és la seua. L'obra, inspirada en la vida amorosa de l'autora i la dels seus avis, explica les agressions que reben moltes dones en el dia a dia. Des de les més lleus, petits detalls a què no acostumem a donar importància, a unes altres de molt més greus, com ara maltractaments, violacions i avortaments. Uns temes que Bonet també ha plasmat en una exposició paral·lela a la novel·la i amb el mateix títol, L'anguila, que es presentà a la Nau de València.

## Estil
Paula Bonet va formar-se com a pintora, utilitzant a les primeres obres l'oli i el gravat, Com a il·lustradora, el seu estil va destacar per una tècnica característica, amb gran presència de la línia.
Durant la primera meitat de la dècada de 2010, predominen els retrats, majoritàriament de rostres femenins amb galtes tenyides de vermell, color present a tota la seua obra. Així mateix, utilitza la figura de la dona per explorar el món interior de les persones, combinant també cares amb paisatges o animals. Estos retrats, definits com a rostres idealitzats o nimfes comparteixen una gran semblança amb l'autora. A partir de 2015, comença a abandonar alguns dels recursos utilitzats a l'obra anterior. De 2016 ençà, descobreix el grafit líquid alhora que experimenta un retorn als seus orígens com a pintora. En esta etapa destaca la recuperació del gravat, i una línia més fosca que no la de les seues primeres il·lustracions. Narrativament, comença a reivindicar el feminisme en la seua obra.
L'obra de Bonet ha estat fortament influïda per Vermeer i Richter així com figures cinematogràfiques i literàries com Miranda July, Wes Anderson, Siri Hustvedt, Haruki Murakami i François Truffaut.

## Reconeixements
El 2025 fou inclosa a la llista Forbes de les «100 dones més influents de Catalunya».